# 도리이 다다후미

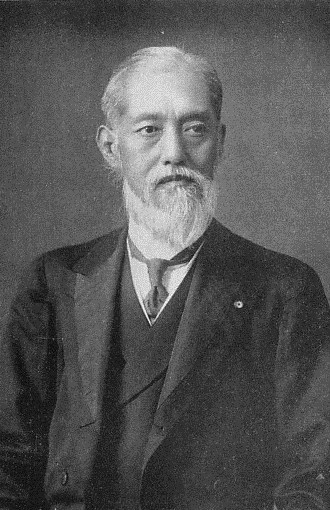
도리이 다다후미 자작

도리이 다다후미(鳥居忠文)는 막말의 다이묘이다. 시모쓰케 미부 번 마지막 번주를 지냈다. 미부 번 도리이가(壬生藩鳥居家) 제12대 당주.
| 전임 도리이 다다토미 | 제8대 미부 번 번주 (도리이가) 1870년 ~ 1871년 | 후임 폐번치현 |